# لاتین کلیسایی
لاتین کلیسایی، لاتین مذهبی یا لاتین ایتالیایی گونه‌ای از زبان لاتین است که در آغاز برای بحث در مورد الهیات مسیحی ایجاد و سپس توسط اشراف قرون وسطایی و دوران مدرن اروپا اروپا به عنوان زبان میانجی به کار گرفته شد. این زبان شامل واژگانی از لاتین عامیانه و لاتین کلاسیک (و همچنین یونانی و عبری) است که دوباره با معنای مسیحی استفاده شده‌اند. این گونه از نظر سبکی و سختی در سطح پایین‌تری نسبت به لاتین کلاسیک قرار دارد و در حالی که دارای واژگان، گونه‌ها و نحو مشترکی با آن است، در عین حال عناصر غیررسمی گفتاری لاتین را به کار می‌برد که نویسندگان ادبیات لاتین کلاسیک آن‌ها را کنار گذاشته‌اند.